# ZaSu Pitts Memorial Orchestra
A ZaSu Pitts Memorial Orchestra é um grupo de rock e rhythm and blues estadunidense, formado na cidade de San Francisco, por Stephen Ashman, um músico baixista.
Gravaram vários LPs entre os anos de 1984 e 1987, e ainda continuam em atividade. A orquestra não tem nenhuma relação com ZaSu Pitts, exceto o nome. É composta por aproximadamente quinze membros que produzem e interpretam obras clássicas da Motown e outras canções populares, além de algumas composições próprias.